# Беллуцци, Андреа
Андре́а Беллу́цци (итал. Andrea Belluzzi; род. 23 марта 1968, Сан-Марино, Сан-Марино) — политический деятель Сан-Марино, капитан-регент Сан-Марино с 1 апреля по 1 октября 2015 года.

## Биография
Андреа Беллуцци родился в столице Сан-Марино в марте 1968 года. С 1998 года работал адвокатом, некоторое время был юрист-консультантом Центрального банка Сан-Марино. С 2003 по 2005 годы он возглавлял федерацию автоспорта Сан-Марино.
Вступил в 2007 году в Партию социалистов и демократов, от которой он был избран в Большой генеральный совет по списку своей партии в 2012 году. В середине марта 2015 года Беллуцци вместе с Роберто Вентурини был избран Капитаном-регентом Сан-Марино на 2015 год с 1 апреля по 1 октября.

## Награды
В середине сентября 2015 года был награждён Большим Крестом Ордена Святого Карла (Монако).

## Семья
Андреа Беллуцци женат воспитывает сына, семья проживает в столице Сан-Марино.